# Heliophanus kashmiricus
Heliophanus kashmiricus är en spindelart som beskrevs av Lodovico di Caporiacco 1935. Heliophanus kashmiricus ingår i släktet Heliophanus och familjen hoppspindlar. Inga underarter finns listade i Catalogue of Life.